# Склоп минерала
Минерали се у природи јављају на два начина:
- као тела правилних облика који је последица исто тако правилне унутрашње структуре и које називамо кристалним;
- као аморфни; чији је облик неправилан, што проистиче из њихове неправилне унутрашње грађе.

## Кристали или кристализовани минерали
Имају, дакле правилну унутрашњу грађу, односно сасвим правилан распоред атома, јона, односно молекула у кристалној ресетки, што се одражава на њихову морфологију. Нормално развијени кристализовани минерали поседују правилне полиедарске кристалне облике и такве индвидуе зовемо правилним кристалима.

## Макрокристали
Кристали или кристални агрегати могу бити различите крупноће и морфологије. уколико су крупни, називамо их макрокристалима или фанерокристалима.

## Криптокристали
Уколико су кристални агрегати се гоиим оком не могу разликовати појединачно онда су криптокристали који се могу распознати само микроскопски.
Минерали се могу јавити као: 
- зрнасти и изентрични листасти,
- љуспасти,
- влакнасти,
- игличасти,
- призматични,
- земљасти,
- прашкасти, и други агрегати.

## Својства минерала
Минерали показују изотропна или анизотропна физичка својства. Први случај је код минерала много ређи. Код изотропнох минерала су физичке особине у једној индивидуи у свим правцима подједнаке док је за анизотропне карактеристично да им се физичка својства мењају у разним правцима различито а у паралелним подједнако. значи, својства им зависе од смера, односно својства су им векторијална.

## Аморфни минерали
аморфни минерали немају правилну унутрашљу грађу, изотропни су, што значи да у свим правцима имају иста својства и због тога се јављају у кугластим, бубрежастим и сличним агрегатима.